# Oreophryne wolterstorffi
Oreophryne wolterstorffi és una espècie de granota que viu a Papua Nova Guinea.